# Железничар (футбольный клуб, Панчево)
Железничар (серб. Фудбалски клуб Жељезничар) — сербский футбольный клуб из города Панчево, Воеводина. С сезона 2023/24 выступает в Сербской Суперлиге.

## История
Футбольный клуб «Железничар» из Панчево (не путать с боснийским «Железничаром») был основан в 1947 году и за свою 75-летнюю историю, в основном, выступал в низших лигах страны. Восхождение по системе сербского футбола началось в 2011 году — после прихода нового руководства. По итогам сезона 14/15 «Железничар» выиграл группу «Восток» региональной лиги, а в сезоне 19/20 квалифицировался в первый дивизион. По итогам сезона 2022/23 в Сербской первой лиге клуб занял второе место и впервые в истории вышел в Суперлигу.

## Достижения
Первая лига: 2-е место 2022/2023